# نوپسرها اندروئدیی
نوپسرها اِندْروئِدْیی یک گونه سوسک از خانوادهٔ سوسک‌های شاخک‌دراز است. استفان فون برونینگ در سال ۱۹۸۱ این گونه را توصیف و بررسی کرد. این گونه در استان ترانسفال آفریقای جنوبی یافت شده است.